# تريفور كورن
تريفور كورن (بالإنجليزية: Trevor Korn)‏ هو لاعب كرة قدم أسترالية أسترالي، ولد في 24 يناير 1959.

## وصلات خارجية
- تريفور كورن على موقع AustralianFootball.com (الإنجليزية)
- تريفور كورن على موقع AFLtables.com (الإنجليزية)